# Петр Брандл
Петр Јан Брандл (чеш. Petr Jan Brandl; Праг, 24. октобар 1668 — Кутна Хора, 24. септембар 1735) је био чешки сликар и један од најзначајнијих представника чешког барока.

## Биографски подаци
Отац Петра Брандла је био кројач и вероватно немачког порекла а мати из сељачког рода из јужне чешке. Из језуитске гимназије се креће сасвим другим путевима када је постао шегрт дворског сликара Кристијан Шредера који му је као управник прашке галерије ("Obrazárna Pražského hradu") омогућио познавање значајних дела италијанске и низоземске школе. То је имало за Брандла велики значај јер он није никада напустио Праг и европско сликарство је познавао само посредством странаца који су били активни у Прагу а од домаћих сликара су му били пример М. Л. Вилман и Ј. К. Лишка.
Године 1694. био је примљан у сликарски цех. Његов животни пут није водио само по племићким резиденцијама и богатим манастирима, већ је посећивао и кафане најгоре врсте и затворе. Напустио је своју жену и троје деце и избегавао је плаћање алиментација до краја живота. Био је најпризнатији сликар свога доба и имао је много наруџбина и зарађивао је јако пуно новца, који је лако разбацио и затим се топио у дуговима. Прогањан од адвоката своје жене он се склонио у Кутну Хору где је завршио свој живот и 25. септембра 1735. године је нађен мртав у кафани „Код црног коњића“. Становници Кутне Хоре су му у име његове славе уредили монументалну сахрану.

## Карактеристике сликарства и дело
Тако како је био буран његов живот тако је Брандл и сликао. На својим сликама бира драматичне инсценације, комбиновао је изворе светлости и савршено владао представљањем светлости и сенке. Жива карактеризација ликова му је омогућавала савршене аутопортрете. Његов први животописац је написао да је моделовао целе групе ликова односно фигура од глине да би могао проучавати утицаје светлости и сенке и боље их представљати. 
Поред много нацрта и цртежа оставио је више од 60 слика који су размештени по целој чешкој. Сачувани су и неколико графика које је израдио након познанства са графичарем Рентзом у Куксу. Сликао је олтарне слике са библијском теметиком, поред тога портрете пре свега племства и из рода духовних личности. За најразрађеније су од његових слика сматране слике:
- Крст Кристов (1715 — 1716) из Цркве св. Јована Крститеља у Манијетину,
- Смрт пустињака Винтира (1718) из Цркве св Маркете у Прагу
- Клањање три краља (1727) из Цркве приказања Девице у Смиржицих

Ехо његовог стваралаштва налазимо у делима савременика као што је Јан Купецки, тако и у делима најближих наследника као код Вацлава Ваврињеца Рајнера.